# Ronaldo Senfft
Ronaldo Camargo Ribeiro Senfft (* 12. Juli 1954 in Rio de Janeiro) ist ein ehemaliger brasilianischer Segler.

## Erfolge
Ronaldo Senfft nahm in der Bootsklasse Soling an den Olympischen Spielen 1984 in Los Angeles teil. Gemeinsam mit Daniel Adler war er Crewmitglied von Rudergänger Torben Grael und gewann mit diesen die Silbermedaille, als sie dank 43,4 Punkten hinter dem US-amerikanischen und vor dem kanadischen Boot Zweite wurden. Im Jahr darauf sicherte er sich in Sarnia mit Adler und Grael bei den Weltmeisterschaften ebenfalls Silber.